# Günter Zumpe
Günter Zumpe (* 4. Mai 1929 in Lomnitz bei Dresden; † 12. Januar 2024) war ein deutscher Bauingenieur, der als Professor für Statik an der Technischen Universität Dresden lehrte.

## Leben
Zumpe war der Sohn eines kleinen dörflichen Bauunternehmers; sein jüngerer Bruder ist der Architekt Manfred Zumpe. Er studierte an der Technischen Universität Dresden und wollte sich zunächst als Statiker und Tragwerksplaner selbständig machen (bzw. dem Bauunternehmen seines Vaters zuarbeiten, das schließlich 1972 ganz verstaatlicht wurde), ging dann aber wegen eingeschränkter Arbeitsmöglichkeiten als Assistent zurück an die Technische Universität Dresden. Er wurde 1961 habilitiert und lehrte dann Technische Mechanik an der Technischen Universität Dresden. Gleichzeitig wurde er 1962 Bausachverständiger für Statik und Konstruktion, war aber in der DDR in seiner Nebentätigkeit als Hochschullehrer eingeschränkt. In Dresden war er zuletzt Professor für Baumechanik und Bauinformatik.
In der Technischen Mechanik entwickelte er, angeregt von Diskussionen mit Mathematikern, die bei ihm Anfang der 1960er Jahre Vorlesungen über Technische Mechanik als Nebenfach hörten, einen eigenen Zugang mit sechsdimensionalen Bitoren neben Vektoren. Aus seinem akademischen Umfeld sind eine Reihe von  hervorragenden Fachleuten hervorgegangen, darunter auch Professoren wie Hubertus Milke, ehemaliger Rektor der Hochschule für Technik, Wirtschaft und Kultur Leipzig. Er war korrespondierendes Mitglied der Braunschweigischen Wissenschaftlichen Gesellschaft.

## Untersuchung der historischen Statik der Frauenkirche Dresden
Bekannt wurde Zumpe nach der Wende für seine Untersuchung der historischen Statik der 1993 bis 2005 rekonstruierten Frauenkirche in Dresden. Ein grundlegender Fehler im schließlich umgesetzten statischen Konzept von George Bähr aus den 1730er Jahren führte dazu, dass Lasten der steinernen Kuppel bei der Frauenkirche über die Innenpfeiler abgetragen wurden, der ursprünglichen statischen Konzeption von Bähr entgegen, der die Abtragung über die an die Pfeiler angeschlossenen Außenwände vorgesehen hatte. Der Fehler wurde nach dem Tod von Bähr 1738 bereits in Gutachten der damaligen Zeit von Gaetano Chiaveri angesprochen. In den 1930er Jahren fand eine genaue bautechnische Untersuchung durch Georg Rüth statt. Nach Zumpe hätte die Frauenkirche bei Realisierung der ursprünglichen Konzeption wahrscheinlich das Inferno in Dresden 1945 überstanden. Der Fehler führte in der Folge immer wieder zu Rissen in den Pfeilern und der Kuppel vor deren Zerstörung 1945. Zumpe plädierte für einen Wiederaufbau, der Bährs ursprüngliches Konzept einer steinernen Glocke realisierte, und das wurde auch in den Vorgaben der Stiftung umgesetzt. 
Zumpe war Vorsitzender des George-Bähr-Forums und Ehrenmitglied der George-Bähr-Gesellschaft.

## Schriften (Auswahl)
- Angewandte Mechanik. 3 Bände, Akademie Verlag, Berlin 1975. / 2. Auflage, ab 1983.
- Die steinerne Glocke im Tragwerk der Frauenkirche zu Dresden. In: Bautechnik, Jahrgang 1993, Heft 7, S. 402–414.
- Die tragende Glocke der Frauenkirche zu Dresden. Statische Analysen. In: Bautechnik, Jahrgang 1993, Heft 8, S. 483–490.
- Statisch-konstruktives Denken im 18. Jahrhundert. Dargestellt am Beispiel der Frauenkirche zu Dresden. In: Bautechnik, Jahrgang 1998, Heft 11, S. 871–883.